# Port Glaud
Port Glaud è uno dei 26 distretti delle Seychelles, che comprende la parte occidentale dell'isola di Mahé.
Al 2002 contava una popolazione di 2 174 abitanti.